# Drosay
Drosay és un municipi francès situat al departament del Sena Marítim i a la regió de Normandia. L'any 2007 tenia 225 habitants.

## Demografia

### Població
El 2007 la població de fet de Drosay era de 225 persones. Hi havia 77 famílies de les quals 9 eren unipersonals (9 dones vivint soles i 9 dones vivint soles), 34 parelles sense fills, 30 parelles amb fills i 4 famílies monoparentals amb fills.
La població ha evolucionat segons el següent gràfic:
Habitants censats

### Habitatges
El 2007 hi havia 104 habitatges, 83 eren l'habitatge principal de la família, 20 eren segones residències i 1 estava desocupat. 102 eren cases i 2 eren apartaments. Dels 83 habitatges principals, 70 estaven ocupats pels seus propietaris, 12 estaven llogats i ocupats pels llogaters i 1 estava cedit a títol gratuït; 2 tenien dues cambres, 17 en tenien tres, 23 en tenien quatre i 41 en tenien cinc o més. 66 habitatges disposaven pel capbaix d'una plaça de pàrquing. A 35 habitatges hi havia un automòbil i a 43 n'hi havia dos o més.

### Piràmide de població
La piràmide de població per edats i sexe el 2009 era:
| Homes | Edats   | Dones |
| ----- | ------- | ----- |
| 0     | 95 o +  | 0     |
| 0     | 90 a 94 | 0     |
| 0     | 85 a 89 | 0     |
| 4     | 80 a 84 | 0     |
| 0     | 75 a 79 | 8     |
| 12    | 70 a 74 | 8     |
| 8     | 65 a 69 | 4     |
| 0     | 60 a 64 | 12    |
| 4     | 55 a 59 | 4     |
| 4     | 50 a 54 | 8     |
| 12    | 45 a 49 | 8     |
| 8     | 40 a 44 | 4     |
| 8     | 35 a 39 | 8     |
| 4     | 30 a 34 | 4     |
| 0     | 25 a 29 | 0     |
| 0     | 20 a 24 | 0     |
| 4     | 15 a 19 | 8     |
| 4     | 10 a 14 | 4     |
| 0     | 5 a 9   | 4     |
| 0     | 0 a 4   | 8     |

## Economia
El 2007 la població en edat de treballar era de 135 persones, 101 eren actives i 34 eren inactives. De les 101 persones actives 91 estaven ocupades (50 homes i 41 dones) i 11 estaven aturades (2 homes i 9 dones). De les 34 persones inactives 10 estaven jubilades, 12 estaven estudiant i 12 estaven classificades com a «altres inactius».

### Ingressos
El 2009 a Drosay hi havia 78 unitats fiscals que integraven 191 persones, la mediana anual d'ingressos fiscals per persona era de 18.970 €.

### Activitats econòmiques
Dels 5 establiments que hi havia el 2007, 1 era d'una empresa extractiva, 2 d'empreses de construcció i 2 d'empreses de serveis.
Dels 2 establiments de servei als particulars que hi havia el 2009, 1 era un electricista i 1 veterinari.
L'any 2000 a Drosay hi havia 8 explotacions agrícoles.

## Equipaments sanitaris i escolars
El 2009 hi havia una escola elemental integrada dins d'un grup escolar amb les comunes properes formant una escola dispersa.

## Poblacions més properes
El següent diagrama mostra les poblacions més properes.